# 日本組曲 (伊福部昭)
日本組曲（にほんくみきょく、英語:Japanese Suite）は、日本の作曲家、伊福部昭が作曲した楽曲。1934年にスペイン在住のアメリカ人ピアニストで、クロード・ドビュッシーの親友でもあったジョージ・コープランドのために作曲・献呈されたピアノ独奏曲『ピアノ組曲』（Piano Suite）をオリジナルとし、管弦楽版など作曲者本人によるいくつかの編曲版が存在する。また、他者による編曲版も存在する。

## 作曲の経緯
作曲のきっかけとなったのは、伊福部が友人の三浦淳史（後の音楽評論家）とともに、ジョージ・コープランドが発表したレコード「スペイン音楽集」を聴いたことである。二人は、当時の音楽評論家から酷評されていたこのレコードを、「そこまで酷いとはどういう音楽なのか」と興味本位で聴いたのだが、二人とも実際にレコードを聴いてその内容に感動し、すぐさまコープランドにファンレターを書いた。やがてコープランドから「地球の反対側にいながら私の音楽を理解するのだから、作曲もやるのだろう。曲を送れ」という旨の返信が届いた。これに対し、三浦は伊福部に無断で「良い作曲家がいるので曲を送る」と返事を書いて送り、伊福部に対しては「これで曲を書かなかったら国際問題だな」と脅すように作曲を促した。伊福部はこれを受けて、当時約2年がかりで作曲していたピアノ作品を組曲としてまとめ、コープランドに送った。コープランドからは「面白いのでぜひ演奏したい」という旨の返事が来たものの、スペイン内戦のため音信不通となってしまったという。
後に伊福部が1935年に『日本狂詩曲』でチェレプニン賞を受賞し、1936年に来日した賞の主催者アレクサンドル・チェレプニンに短期間師事した際、チェレプニンはこの組曲、特に第1曲「盆踊」をいたく気に入り、自らのコレクションに加えた。来日中に「盆踊」を東京、大阪、北海道で初演。また、彼は伊福部を指導して「盆踊」をピアノと打楽器のためのバレエ曲に編曲させた。さらにオリジナル版を音楽祭に応募することを勧め、伊福部はヴェネツィア国際現代音楽祭に応募し、入選した。なお、全曲の初演は同音楽祭でジーノ・ゴリーニの演奏により行われた。

## 各種の編曲版
- 管絃楽のための「日本組曲」

三管編成のオーケストラのために1991年に編曲された。1991年9月17日、井上道義指揮、新日本フィルハーモニー交響楽団により、サントリー音楽財団「作曲家の個展」第11回において初演。作曲者は編曲時において、約60年後の自身の目で見ると作品の中で素材が生のままで使用されていたり（ペンタトニックそのままで使用）構成が盛り上がりに欠けるなど、作曲当時は今とずいぶん違う事を考えていて愕然としたが、結局これが自分の原点なのだということで、あえて手を加えずに作業を進めたと語っている。
- 二面の二十五絃箏による「日本組曲」

2つの二十五絃箏のために1991年に編曲された。1991年11月1日、野坂惠子(現・2代目野坂操壽)の二十五絃箏と佐藤由香里の低音二十五絃箏により、東京・芝のABCホールで開かれた二十五絃箏発表リサイタルにおいて初演。第2楽章のみ独奏。
- 絃楽オーケストラのための「日本組曲」

弦楽合奏のために1998年に編曲された。1998年10月14日、兎束俊之指揮、東京音楽大学弦楽アンサンブルにより初演。

## 曲の構成
全4楽章から成る。一般にクラシック音楽の組曲は各種の西洋の舞曲が取り入られるので、それを日本人が書くのならと、題材に日本の舞曲や芸能を取り入れて作った、と作曲者は答えている。
以下の解説は全音楽譜出版社版『ピアノ組曲』（1969年出版）にもとづいている。他社版の『ピアノ組曲』や各編成版では、指定速度や曲の構成・演奏記号など様々な要素において、ある程度の差異が存在する。
- 第1曲「盆踊（ぼんおどり）」　BON-ODORI, Noctual dance of the Bon-Festival

Allegro energico(♩≒100)
盆踊りを題材にした、力強い舞踊的楽章。リズミカルな和太鼓を模倣した導入部から始まるA-B-A`-B`形式。4/4拍子。当時、盆踊りが下品で卑猥な習俗とされていたことに対し、一種の反発を持って取り入れた、と作曲者は後に語っている。
- 第2曲「七夕（たなばた）」　TANABATA, Fête of Vega

Lento tranquillo(♩≒54)
七夕を題材にした、シンプルな緩徐楽章。日本の童歌を思わせる主題が、形を変えて何度も繰り返される変奏曲に近い形式。平行五度を和声学への反発から意図的に多用している。2/4拍子（ただし楽章の後半で、低音部が4/4拍子に変わる）。
- 第3曲「演伶（ながし）」　NAGASI, Profane minstrel

Quasi burlesco(♩≒112) - (♩≒88) - Più mosso(♩≒160) - Allegro assai(♩≒184) - Meno mosso - (♩≒76) - (♩≒69)
新内節のイメージをもとに作られたというスケルツォ的性格の楽章。日本風の軽やかな導入部から始まる、緩やかな歌謡的主部と、急速でリズミカルな中間部からなる自由な三部形式。2/4拍子。
- 第4曲「佞武多（ねぶた）」　NEBUTA, Festal ballad

Marciale pesante(♩≒96) - Poco più mosso(♩≒100)
1932年の大学時代の夏休みに、友人に連れられ弘前近辺の大鰐町で見物した弘前ねぷたが題材になっている。重々しい行進曲風の曲調が徐々に盛り上がっていき、壮大なクライマックスへと繋がっていく。楽章全体を通じてあらわれるオスティナート音型による長い導入部から始まり、自由な複合三部形式（A-B-A）-（C-B-B/C）-（A-B-C）で構成されている。4/4拍子。